# Erna Abramowitz

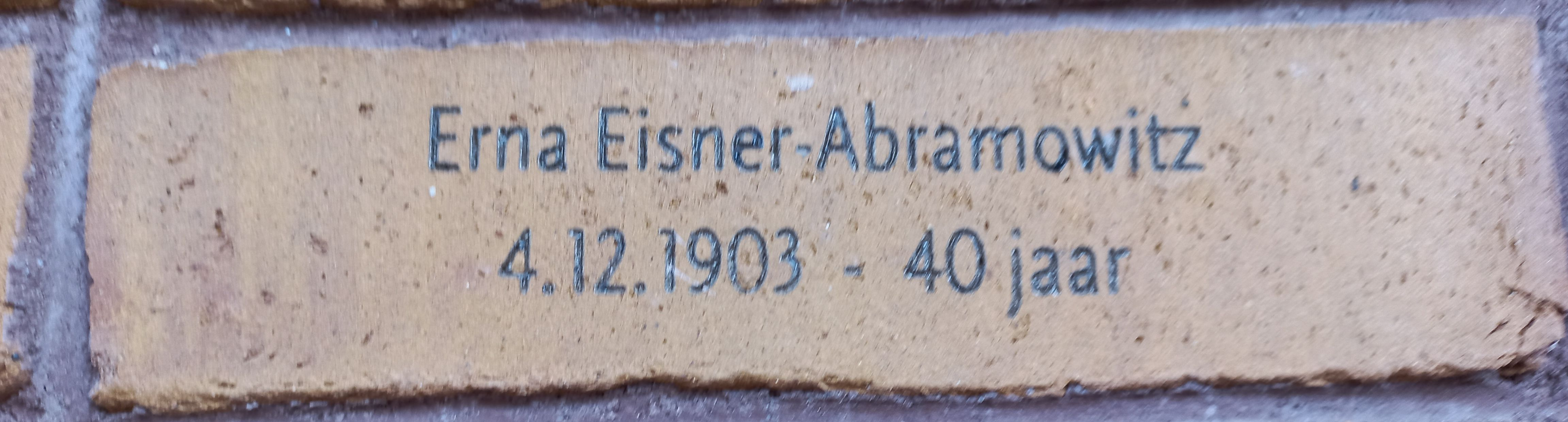
Naamsteen Holocaust Namenmonument (april 2023)

Erna Abramowitz (Ostrów Wielkopolski (Polen), 4 december 1903 – Auschwitz, 30 oktober 1944) was een Nederlandse zangeres.

## Leven en werk
Erna Abramowitz was getrouwd met de in Berlijn geboren Franz Siegmund Eisner, een luchtvaartdeskundige die werkte bij de Nederlandse Seintoestellen Fabriek. Zij hadden twee kinderen, Hanns Peter en Marianne. Het gezin woonde aan de Boomberglaan 8a in Hilversum.
Als sopraan trad zij voor de Tweede Wereldoorlog regelmatig op als soliste, onder meer met het orkest van Eddy Walis voor de radio-uitzendingen van de VARA en met de KRO-boys onder leiding van Piet Lustenhouwer voor de KRO. Voor haar deportatie naar Auschwitz trad zij in juli 1944 nog op in kamp Westerbork, in het laatste concert dat in opdracht van kampcommandant Gemmeker werd gegeven: samen met cellist Maurice Cantor en violist Sam Trom bracht zij een programma met kamermuziek.
Op 31 juli 1944 werd zij van Westerbork naar Theresienstadt gedeporteerd en op 28 oktober 1944 naar het vernietigingskamp Auschwitz, waar zij en haar beide kinderen twee dagen later werden vermoord. Haar man werd in februari 1945 in Midden-Europa vermoord.
Haar naam wordt vermeld op het Holocaust Namenmonument.